# Lennie James
Lennie James (Nottingham, Reino Unido 11 de octubre de 1965) es un actor, guionista y dramaturgo británico. Conocido por interpretar a Morgan Jones en las series televisivas: The Walking Dead y Fear the Walking Dead.

## Carrera
James asistió a la escuela de Música y Drama, graduándose en 1988. Ha aparecido en más de 20 películas, incluyendo:Snatch (2000); 24 Hour Party People (2002); y Sahara (2005); y escribió también, la obra The Sons of Charlie Paora, que fue representada en el Teatro de Londres.
También ha interpretado a Lucas Gardner en el drama de la BBC The State Within, en Spooks y en la serie de televisión apocalíptica Jericho. También interpretó a Cedric Munroe en la película Outlaw (2007).
Ha estado en el drama del 2008 Fallout, emitido por Channel 4, haciendo el papel de un detective junto a otro detective para resolver un asesinato con un adolescente involucrado. Recientemente James ha aparecido en un episodio de Lie to Me. En noviembre de 2009, apareció en la miniserie The Prisoner. Estuvo en varios episodios de Human Target como el asesino "Bautista", y tuvo un papel estelar en la película del 2010 Tic.
Fue elegido como el personaje Morgan Jones para la serie de AMC The Walking Dead, una adaptación televisiva de la serie de cómics del mismo nombre, que se estrenó el 31 de octubre de 2010; la cual contó con 6 episodios en su primera temporada. James regresaría para la segunda mitad de la tercera temporada, que fue estrenada el 10 de febrero en el canal de Fox. También hace una breve aparición en el primer episodio de la quinta temporada: No Sanctuary. A partir de la temporada 6, James regresaría como personaje principal.
En 2014 interpretó a Joseph "Joe" James en la biopic Get on Up, película sobre la vida de James Brown.

## Vida personal
James nació en Londres, Inglaterra. Sus padres son de Trinidad y Tobago. James es el cocinero principal de su familia, y ha profesado una gran afición por la cocina del Caribe. Sus equipos de fútbol favoritos son el Tottenham Hotspur y el Valencia Club de Fútbol. Ha vivido en el sur de Londres y fue a la escuela en Ernest Bevin. Tiene tres hijas: Romy y las gemelas Celine y Georgia. Todas ellas hijas de él y su pareja Giselle Glasman.

## Televisión y películas
| Año       | Película o Serie       | Personaje          | Notas         |
| --------- | ---------------------- | ------------------ | ------------- |
| 1995-1996 | Out of the Blue        | Bruce Hannaford    | 12 episodios  |
| 1998      | Perdidos en el espacio | Jeb Walker         |               |
| 2000      | Storm Damage           | Bonaface           | Película      |
| 2000      | Snatch                 | Sol                | Película      |
| 2006-2008 | Jericho                | Robert Hawkins     | Protagonista  |
| 2009      | Hung                   | Charlie            | (Temporada 2) |
| 2010      | The Next Three Days    | Damon Pennington   |               |
| 2010—2018 | The Walking Dead       | Morgan Jones       | 35 episodios  |
| 2011      | Colombiana             | Ross               | Película      |
| 2012      | Lockout                | Harry Shaw         | Película      |
| 2012      | Line of Duty           | Tony Gates         | Temporada 1   |
| 2014      | Get on Up              | Joseph 'Joe' James | Película      |
| 2018—2023 | Fear the Walking Dead  | Morgan Jones       | 60 episodios  |
| 2018-2020 | Save Me Too            | Nelly              | 12 episodios  |

### Videojuegos
| Año  | Título    | Personaje  | Notas |
| ---- | --------- | ---------- | ----- |
| 2014 | Destiny   | Lord Shaxx | [ 8 ] |
| 2017 | Destiny 2 | Lord Shaxx | [ 9 ] |

## Premios y nominaciones
| Año  | Categoría         | Premio               | Serie        | Resultado |
| ---- | ----------------- | -------------------- | ------------ | --------- |
| 2013 | Best Actor - Male | RTS Television Award | Line of Duty | Nominado  |